# Alena Croft
Alena Croft (Arizona; 25 de agosto de 1981) es una actriz pornográfica estadounidense.

## Biografía
No se sabe mucho de su vida antes de que entrara en 2013, a los 32 años, en la industria del cine pornográfico. Al igual que otras tantas actrices que comenzaron con más de treinta años en la industria, por su físico, edad y atributos, fue etiquetada como una actriz MILF.
Como actriz trabajó para estudios de la industria como Brazzers, Evil Angel, 3rd Degree, Dogfart Network, Jules Jordan Video, Metro, Zero Tolerance, Reality Kings, Lethal Hardcore, Kink.com o Aziani, entre otros.
En 2016 estuvo nominada a Artista MILF del año y a la Mejor escena de sexo oral por Wet Food 6 en los Premios AVN.
Algunos títulos reseñables de su filmografía son Anal Craving MILFs, Super Anal Cougars 5, Feeding Frenzy 12, Feeding Frenzy 12 o Brother Load 8.
Ha rodado más de 190 películas como actriz.

## Premios y nominaciones
| Año  | Ceremonia         | Resultado | Premio                               | Trabajo    |
| ---- | ----------------- | --------- | ------------------------------------ | ---------- |
| 2016 | Premios AVN       | Nominada  | Artista MILF/Cougar del año          | —          |
| 2016 | Premios AVN       | Nominada  | Premio fan: MILF más caliente        | —          |
| 2016 | Premios AVN       | Nominada  | Mejor escena de sexo oral            | Wet Food 6 |
| 2016 | Spank Bank Awards | Nominada  | Most Magnificent MILF                | —          |
| 2016 | Spank Bank Awards | Nominada  | Most Voluptuous Vixen                | —          |
| 2017 | Premios AVN       | Nominada  | Premio fan: MILF más caliente        | —          |
| 2018 | Spank Bank Awards | Nominada  | Most Volumptous Vixen                | —          |
| 2018 | Spank Bank Awards | Nominada  | Webcam / Skype Show Girl of the Year | —          |